# Edoardo Mangiarotti
Edoardo Mangiarotti (Renate, 7 de abril de 1919 — Milão, 25 de maio de 2012) foi um esgrimista olímpico italiano.

## Biografia
Edoardo é o atleta mais premiado da história da esgrima e o italiano com mais medalhas nas Olimpíadas com um total de 39 medalhas em campeonatos mundiais e olimpíadas.
Foi porta-bandeira italiano em Olimpíadas em 2 oportunidades: Olimpíadas de Melbourne-56 e Roma-60.

## Morte e Legado
Edoardo morreu em Milão, no dia 25 de maio de 2012.
Sobre a morte do maior atleta olímpico italiano, o presidente da Federação Italiana de Esgrima, Giorgio Scarso, fez a seguinte afirmação:

## Prêmios
- 2003 - Eleito o Melhor esgrimista da História pelo COI